# Du blir hvad du spiser
Du blir hvad du spiser er en dansk dokumentarfilm fra 1987 med ukendt instruktør.

## Handling
Denne artikel mangler et handlingsreferat. Hjælp os med at skrive det.